# متحف أنطوان دو سانت إكزوبيري
متحف أنطوان دو سانت إكزوبيري هو متحف للبريد الجوي. يوجد هذا المتحف في طرفاية، المغرب

.
تأسس المتحف سنة 2004، وهو مخصص للطيار الإنساني الشهير أنطوان دو سانت إكزوبيري (1900-1944)، الذي عاش هناك لمدة سنتين من 1927 إلى 1929

.